# Rodríguez Peña (Chubut)

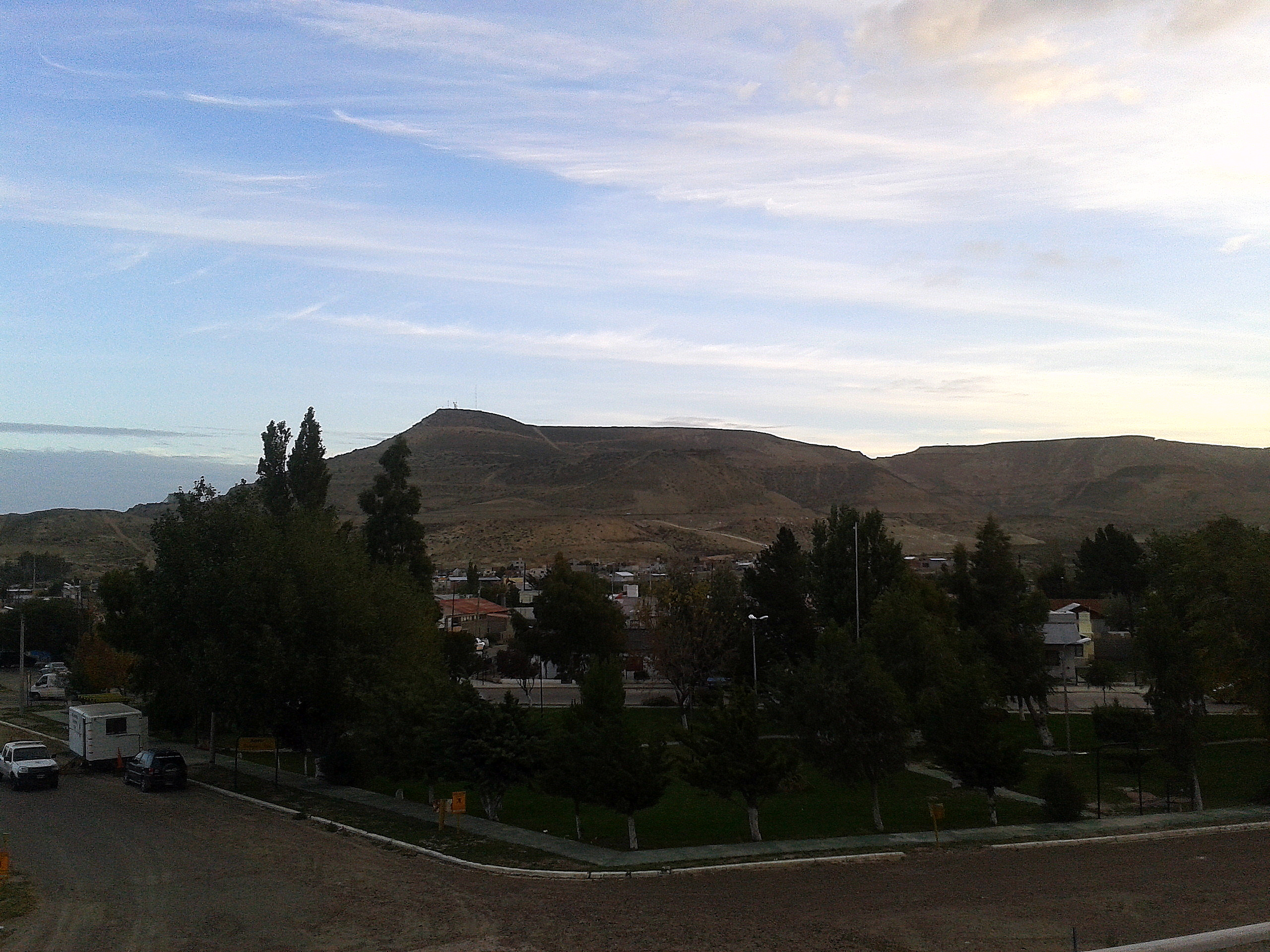
Vista de la localidad de Rodríguez Peña y su notoria plaza

Rodríguez Peña es un barrio comodorense del Departamento Escalante, en la Provincia del Chubut. Está localizado en la «Zona Norte» del aglomerado de Comodoro Rivadavia, perteneciendo al municipio homónimo.
Aunque nació como un yacimiento, luego como un campamento petrolero independiente; fue alcanzado por la expansión de Comodoro. No obstante su tratamiento es de localidad, especial por estar distanciado del centro del aglomerado urbano en varios kilómetros.

## Toponimia
Homenajea al prócer argentino Nicolás Rodríguez Peña de gran importancia en la historia Argentina por su actuación durante la Revolución de Mayo. 
El barrio cuenta con el apodo de Kilómetro 5 por su notoria distancia del centro de Comodoro.

## Historia
Los antiguos campamentos petroleros se reconocían por el número de su pozo y tenían una alta población de trabajadores extranjeros. En los años siguientes, por mandato de Nación, se determinó imponerles nombres de próceres argentinos. Esto tenía el propósito de afianzar la nacionalidad y rescatar los valores patrios. Particularmente, el barrio data de 1928 al establecerse las primeras gamelas de para trabajadores casados.
Este barrio era conocido como Campamento 62, pero se le impuso el nombre de Rodríguez Peña. 
Cuando inició el proceso de municipalización a fines de los años 60 y principio de los años 70 fue constituido como barrio de Comodoro Rivadavia. 
Una vez constituido el campamento en barrio se fundada en 1970 su asociación vecinal. Un hito importante se dio durante la gestión municipal de Pascual Die entre 1981 y 1983, cuando su asociación vecinal solicitó la construcción de una plaza en el barrio. En la misma se emplazó el busto de Nicolás Rodríguez Peña, que fue colocado al momento de su inauguración.
Para el 10 de diciembre de 2010, contiguo al barrio, se inauguró el predio ferial de la ciudad. El centro de convenciones tiene 3600 metros cuadrados, salón auditorio, área de servicios generales y área de stands. Posee capacidad de 3500 personas.
El 19 de diciembre de 2014 se abre al público el mercado comunitario "Frutos de la Tierra". El mismo  fue construido aprovechando un galpón que perteneciera a la empresa YPF.
Cuenta con 17 stand, estacionamiento en patio cercado, cámaras de vigilancia y para los productores cámaras de frío para frutas, verduras y para carnes. Hoy es un referente de la zona por precios y productos frescos de la zona.

## Población
Contó con 300 habitantes (Indec, 2001), integra el aglomerado urbano Comodoro Rivadavia-Rada Tilly.

## Urbanismo
El barrio está casi aislado y sub dividido en secciones oeste y este. La oeste más antigua y grande limita con el barrio Castelli hacia el sur. Con este barrio está unido. La unión es tal que la municipalidad trata a ambos como un solo barrio en varios informes.
En tanto, la sección este limita con Presidente Ortiz del que dista a muy poca distancia. Hacia el norte a mucha más distancia están Próspero Palazzo y Ciudadela.
Las principales calles en el interior del barrio son: Lucio V. Mansilla y Calle Vicente Calderón. Mientras que avenida Libertador General San Martín (Ruta nacional 3) dividen en dos al barrio en un sector cercano a Presidente Ortiz conocido como Rodríguez Peña Este y otro más cercano a Castelli conocido como Rodríguez Peña, ya que aquí nació la localidad. Por último, la parte sur barrio es recorrida por el arroyo Belgrano; mientras que en los alrededores aun existen pozos petroleros, especialmente concentrados rumbo a Ciudadela, en explotación y que generan inconvenientes con la urbanización por su proximidad.

### Infraestructura comunitaria
Los edificios más importantes del barrio son:
- Centros de Salud Rodríguez Peña

Musaglia 2130. 
- Asociación Vecinal Barrio Rodríguez Peña

Matienzo 348. 
- Predio ferial

Ruta 3.
- Mercado comunitario "Frutos de la Tierra"

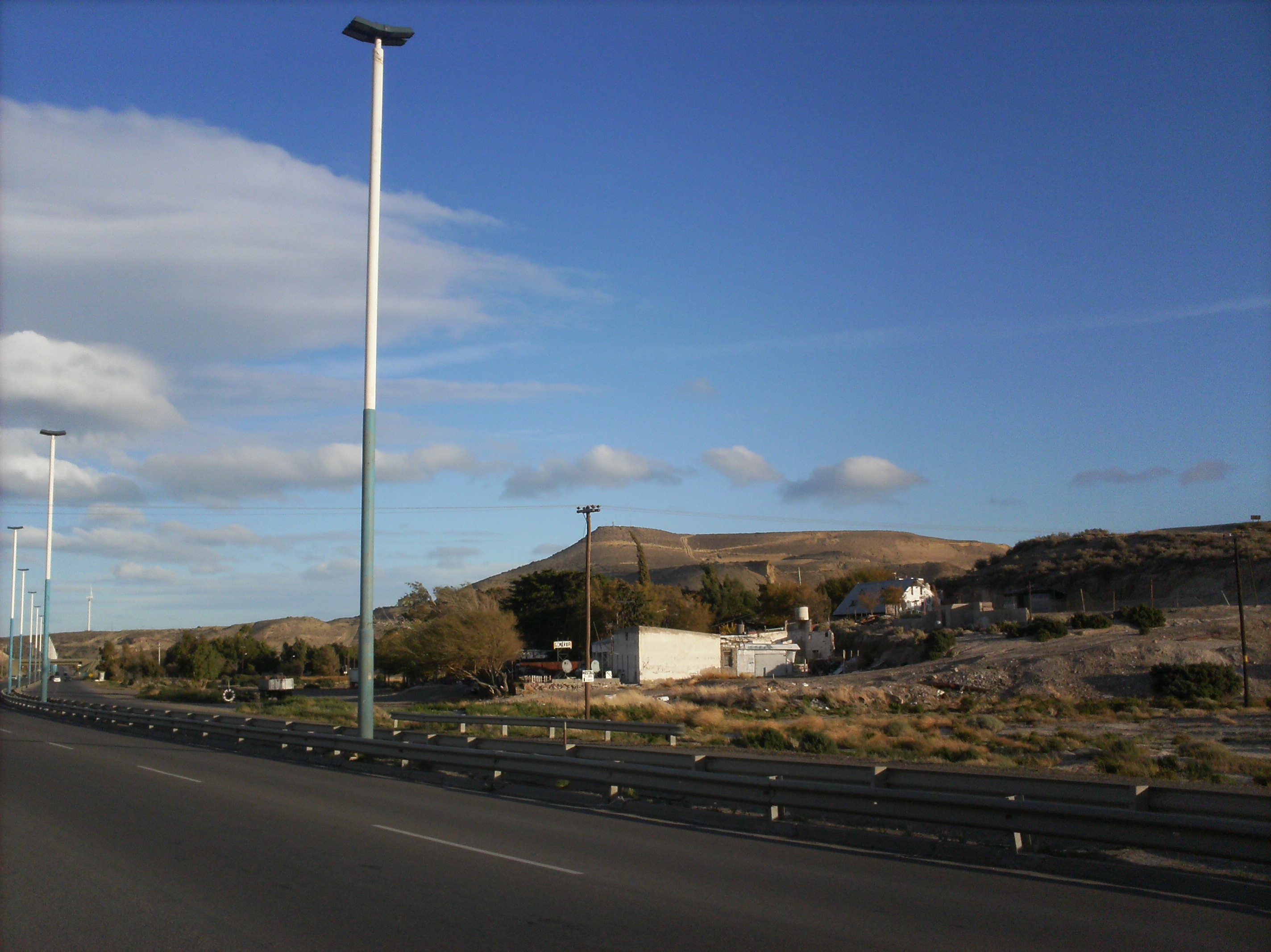
El barrio desde la ruta 3, viéndose su arbolado significativo.

Mansilla s/n.